# Xyris disticha
Xyris disticha är en gräsväxtart som beskrevs av Lyman Bradford Smith och Robert Jack Downs. Xyris disticha ingår i släktet Xyris och familjen Xyridaceae. Inga underarter finns listade i Catalogue of Life.